# Джоан Айкен
Джоан Делано Айкен (нар. 4 вересня 1924, Рай — † 4 січня 2004, Петуорт) — британська поетеса, письменниця-романістка та редакторка. Авторка 92 романів, з яких 27 — для дорослих. В середньому щороку видавала 2 книжки протягом півстоліття (1962—2004).

## Життєпис
Джоан Айкен народилася в містечку Рай (Східний Сассекс) 4 вересня 1924 року третьою дитиною в сім'ї письменників. Її батько — американський поет і письменник Конрад Айкен (Conrad Aiken), лауреат Пулітцерівської премії за «Вибрані поеми». Мати — письменниця Джессі Макдональд Айкен (Jessie McDonald Aiken), канадка за походженням, сестра Джейн Айкен Ходж (Jane Aiken Hodge) і брат Джон Айкен (John Aiken).
Батьки розлучилися, коли Джоан була зовсім дитиною, мати одружилася з письменником Мартіном Армстронгом (Martin Armstrong). Родина не мала коштів на навчання, тож діти навчалися вдома, поки не з'явилися гроші на закритий навчальний заклад. Складати історії Джоан почала у віці п'яти років, коли на день народження їй подарували два шилінги, і вона на них купила пачку паперу. За її власними словами, «з тих пір я так і не зупинилася». Фантазувала, розважаючи себе і брата після прогулянок, найбільш вдалі вигадані пригоди записувала в щоденник. Пізніше придумані в дитинстві пригоди були використані для написання книг.
У 12 років Джоан відправили в школу Вінчвуд в Кембриджі. Вона написала перший роман до того, як закінчила школу в 1940 році.
Айкен було 17 років, коли в 1941 році одине з її оповідань вперше прозвучало на Британському радіо BBC у програмі «Дитяча година» (Children's Hour). Незважаючи на те, що йшла війна й мало кого цікавили казки, Айкен продовжувала писати. Вона провалила вступні іспити до Оксфордського університету, але влаштувалася в ВВС на роботу клерка-секретарки, працювала там з 1942 по 1943, потім у лікарні Святого Томаса, і з 1943 по 1949 — у лондонському відділенні ООН.
У 1945 році одружиоася з Рональдом Джорджем Брауном (Ronald George Brown), народила двох дітей — Джона Себастьяна (John Sebastian) і Елізабет Делано (Elizabeth Delano) Айкен. 1955 року чоловік помер.
Айкен влаштувалася до журналу «Argosy», де працювала на різних редакційних посадах. Надалі вона згадувала, що саме тут дізналася, як заробляти написанням творів. «Argosy» був одним з багатьох журналів, де вона публікувала свої оповідання в період з 1955 по 1960. За цей час вона також видала свої перші дві збірки дитячих оповідань та почала роботу над дитячим романом (спершу під назвою «Зелений Бонні»), який був опублікований 1962 року як «Вовки Вілловбі Чейз». До того часу вона була в змозі працювати повний робочий день вдома, пишучи дві-три книги на рік, переважно дитячу літературу та трилери, також безліч статей, інтерв'ю й дискусії з дитячої літератури.
Вдруге одружилася в 1976 році з пейзажистом і вчителем з Нью-Йорка Юлієм Голдштейном (Julius Goldstein), з яким прожила 25 років (у 2001 він помер).
Джоан Айкен не сприймала нововведень на зразок комп'ютера й завжди писала свої твори на друкарській машинці. Коли не писала, то займалася декоруванням та озелененням свого будинку в Петуорті (Західний Сассекс).
Померла в 2004 у віці 79 років, переживши двох своїх дітей.

## Творчість
У 1953 році виходить її перша збірка оповідань «Все, що забажаєш, та інші історії» (All You've Ever Wanted and Other Stories).
У 1952 році Айкен почала писати роман «Bonnie Green», який з часом було опубліковано під назвою «Вовки Вілловбі Чейз» (The Wolves of Willoughby Chase), але полишила його, коли її чоловікові діагностували рак легенів. Після трьох років хвороби чоловік помер.
Моторошна краса історій, написаних Айкен в період хвороби чоловіка й депресії: «Щасливий, як сир» (As Gay As Cheese), «Соната для арфи й велосипеда» (Sonata for Harp and Bicycle), «Кудлата Ніч» (Furry Night), — була оцінена любителями гострих відчуттів та зробила їх класикою горору, а Джоан Айкен — однією з обов'язкових авторів в антологіях різних укладачів по обидва боки Атлантичного океану. Дві антології з розповідями Айкен, під редакцією Еллен Датлоу, були нагороджені World Fantasy Award в 1989 і 1990 роках.
Пропрацювавши п'ять років (1955—1960) редакторкою журналу «Argosy Magazine» і 1961 в рекламній фірмі Дж. Волтера Томпсона, Айкен кидає роботу й повністю присвячує себе літературі. Її розповіді публікують найбільші жіночі журнали — Vogue, Good Housekeeping, Vanity Fair, Women's Own. У 1962 виходить роман «Вовки Вілловбі Чейз» (Wolves of Willoughby Chase). Попри феноменальний успіх циклу «Вовків», написаних у жанрі фентезі, Джоан Айкен не надавала переваги жодному жанру. Серед її творів можна знайти фантастику, фентезі, горор, детективи, казки і навіть продовження вікторіанської класики Джейн Остін.
За довгу письменницьку кар'єру Джоан Айкен були опубліковані понад 100 книг — романів, збірок оповідань і казок.

## Нагороди
Книга «Вовки Вілловбі Чейз» (The Wolves of Willoughby Chase) завоювала Lewis Carroll Shelf Award і була екранізована. «The Whispering Mountain» й весь цикл «Вовків» удостоєний Manchester Guardian Award. Серед інших нагород Айкен: Edgar Allan Poe Award за «Нічне падіння», Lancashiere Fantastic Book Award за «The Witch of Clatteringshaws».
За заслуги в літературі в 1999 році письменниці було присвоєно почесний титул члена Ордену Британської імперії (Member of the Order of the British Empire (MBE))

## Твори

### Романи

#### Серія «Вовча хроніка» (Wolves Cronicles)
1. 1962 — «Полювання на вовків Вілловбі» (The Wolves of Willoughby Chase)
2. 1964 — «Чорні серця в Баттерсі» (Black Hearts in Battersea)
3. 1966 — «Нічні птахи в Нантакеті» (Nightbirds on Nantucket)
4. 1971 — «Зозулине дерево» (The Cuckoo Tree)
5. 1981 — «Украдене озеро» (The Stolen Lake)
6. 1986 — «Дідо та Па» (Dido and Pa)
7. 1992 — «Бути» (Is) (Те ж саме: під назвою «Бути під землею» (Is Underground))
8. 1995 — «Холодне узбіччя» (Cold Shoulder Road)
9. 1999 — «Небезпечні ігри» (Dangerous Games) (Те ж саме: під назвою «Будиночок в чистилищі» (Limbo Lodge))

#### Трилогія «Фелікс» (Filix)
1. 1977 — «Той, що осідлав море» (Go Saddle the Sea)
2. 1983 — «Вітер в уздечці» (Bridle the Wind)
3. 1988 — «Зуби Гейла» (Teeth of the Gale) (Те ж саме: під назвою «У зубах Гейла» (In the Teeth of the Gale))

- 1960 — «Королівство й печера» (The Kingdom and the Cave)
- 1964 — «Тиша в долині чаплі» (The Silence of Herondale)
- 1965 — «Мисливська удача» (The Fortune Hunters)
- 1966 — «Стережись букета» (Beware of the Bouquet)
- 1966 — «Сини василіска» (The Cockatrice Boys)
- 1966 — «Неприємності з виробом Х» (Trouble with Product X)
- 1967 — «Темний інтервал» (Dark Interval)
- 1967 — «Ненависть починається вдома» (Hate Begins at Home)
- 1967 — «Ребра смерті» (The Ribs of Death)
- 1968 — «Армітайди, армітайди, летіть додому» (Armitage Armitage Fly Away Home)
- 1968 — «Кристалічна ворона» (The Crystal Crow)
- 1968 — «Гора, що шепоче» (The Whispering Mountain)
- 1969 — «Вибір дівчинки» (Girl's Choice)
- 1969 — «Нічне падіння» (Night Fall)
- 1970 — «Вишитий захід сонця» (The Embroidered Sunset)
- 1972 — «Ворон Арабела» (Arabel's Raven)
- 1972 — «Пікнік метелика» (The Butterfly Picnic)
- 1972 — «Група окремих іскорок» (A Cluster of Separate Sparks)
- 1972 — «Той, що помер в дощову неділю» (Died on a Rainy Sunday)
- 1972 — «Зимування: гра для дітей» (Winterthing: A Play for Children)
- 1973 — «Втікач від Чорної Мамби» (Escaped Black Mamba)
- 1974 — «Хлібні засіки» (Bread Bin)
- 1974 — «Це місце опівночі» (Midnight Is a Place)
- 1973 — «Дочка Мункуссера: гра для дітей» (The Mooncusser's Daughter: A Play for Children)
- 1975 — «Голоси в пустому домі» (Voices in an Empty House)
- 1976 — «Замок Барбана» (Castle Barebane)
- 1976 — «Останній хід» (Last Movement)
- 1976 — «Вузол Мортімера» (Mortimer's Tie)
- 1977 — «П'ятихвилинний шлюб» (The Five-Minute Marriage)
- 1978 — «Миші та Мендельсон» (Mice and Mendelson)
- 1978 — «Посмішка незнайомця» (The Smile of the Stranger)
- 1978 — «Вулиця: гра» (Street: A Play)
- 1980 — «Арабел і Мортімер» (Arabel and Mortimer)
- 1980 — «Дерево світла» (The Lightning Tree)
- 1980 — «Тіньові візитери» (The Shadow Guests)
- 1980 — «Прах, що плаче» (The Weeping Ash)
- 1982 — «Юна леді з Парижа» (The Young Lady from Paris). Те ж саме: під назвою «Дівчинка з Парижа» (Girl from Paris)
- 1983 — «Неправильне питання» (Foul Matter)
- 1983 — «Хрест Мортімера» (Mortimer's Cross)
- 1984 — «Кухонні воїни» (The Kitchen Warriors)
- 1984 — «Повторне відвідування Менсфілда» (Mansfield Revisited)
- 1984 — «Арабел і Чорний Мамба, що повернувся» (Arabel and the Escaped Black Mamba)
- 1985 — «Мортімеру нічого сказати» (Mortimer Says Nothing)
- 1987 — «Обман» (Deception)
- 1987 — «На вашому місці» (If I Were You)
- 1987 — «Помста Місяця» (The Moon's Revenge)
- 1987 — «Привид Лембовського дому» (The Haunting of Lamb House)
- 1988 — «Голоси» (Voices)
- 1988 — «Донька короля Ерла» (The Erl King Daughter)
- 1988 — «Останній шар веселки» (The Last Slice of the Rainbow)
- 1988 — «Таємниця зникаючого таксі містера Джонса» (The Mystery of Mr Jones's Disappearing Taxi)
- 1989 — «Чорна земля» (Blackground)
- 1990 — «Джейн Файрфакс» (Jane Fairfax)
- 1990 — «Мортімер і меч Ескалібур» (Mortimer and the Sword Excalibur)
- 1990 — «Портрет Мортімера на склі» (Mortimer's Portrait on Glass)
- 1990 — «Повернення в дім Харкена» (Return to Harken House)
- 1991 — «Син шевця» (The Shoemaker's Boy)
- 1992 — «Ранковий гість» (Morningquest)
- 1992 — «Виток спіралі» (The Spiral Stair)
- 1993 — «Опівнічний Моропус» (The Midnight Moropus)
- 1993 — «Мортімер і Арабел» (Mortimer and Arabel)
- 1994 — «Донька Елізи» (Eliza's Daughter)
- 1994 — «Змова Мортімера» (Mortimer's Mine)
- 1995 — «Погром у Рамбарі» (Mayhem in Rumbury)
- 1996 — «Емма Уотсон» (Emma Watson)
- 1998 — «Наймолодша місс Уорд» (The Youngest Miss Ward)
- 2000 — «Леді Кетрін Неклас» (Lady Catherine's Necklace)
- 2001 — «Пісня Мета й Бена» (Song of Mat and Ben)
- 2002 — «Кістка та мрія» (Bone And Dream)
- 2002 — «Білосніжка й сім гномів» (Snow White and the Seven Dwarfs)
- 2002 — «Крик» (The Scream) — з міжавторської серії «Шокуюча крамничка» (Shock Shop)
- 2003 — «Соловей посеред зими» (Midwinter Nightingale)

### Збірки
- 1953 — «„Всі ви коли-небудь бажали“ та інші історії» (All You've Ever Wanted and Other Stories)
- 1955 — «Більше, ніж угода, що ви уклали» (More Than You Bargained for)
- 1968 — «Намисто з дощових крапель» та інші історії (A Necklace of Raindrops: And Other Stories)
- 1969 — «„Плакси на вітровому склі“ та інші історії жаху і тривоги» (The Windscreen Weepers: And Other Tales of Horror and Suspense)
- 1969 — «Запах» (Smell)
- 1969 — «Трошки погоди» (A Small Pinch of Weather)
- 1970 — «„Дим з часів Кромвеля“ та інші історії» (Smoke from Cromwell's Time: and Other Stories)
- 1971 — «„Королівство під морем“ та інші історії» (The Kingdom Under the Sea: And Other Stories)
- 1971 — «„Зелений промінь“ та інші історії жаху, тривоги і фентезі» (The Green Flash: And Other Tales of Horror, Suspense and Fantasy)
- 1972 — «Пучок нервів» (A Bundle of Nerves)
- 1972 — «Арфа з рибних кісток» (A Harp of Fishbones)
- 1974 — «Всі окрім декого» (All but a Few)
- 1974 — «Не те, чого ви чекали» (Not What You Expected)
- 1976 — «Шкура прядильника: поеми» (The Skin Spinners: Poems)
- 1977 — «„Невіруючий Лоллібьорд“ та інші історії» (The Faithless Lollybird and Other Stories)
- 1977 — «Делекі ліси: історія романтики, фентезі та тривоги» (The Far Forests: Tales of Romance, Fantasy, and Suspense)
- 1978 — «„Історія вулиці з одностороннім рухом“ та інші історії» (Tale of a One-Way Street: And Other Stories)
- 1979 — «Легка прохолода: оповіді для безсонних ночей» (A Touch of Chill: Tales for Sleepless Nights)
- 1981 — «Шепіт ночі: історія страху та тривоги» (Whisper in the Night: Tales of Terror and Suspense)
- 1984 — «Напад дрижаків» (A Fit of Shivers)
- 1984 — «Собаки туману, коти вітру, морські миші» (Fog Hounds, Wind Cats, Sea Mice)
- 1984 — «Злякай себе сам» (Give Yourself a Fright)
- 1984 — «„Нагору від каміна“ та інші історії» (Up the Chimney Down and Other Stories)
- 1985 — «„Останній шматочок веселки“ та інші історії» (The Last Slice of Rainbow: And Other Stories)
- 1986 — «Минуло вісім годин» (Past Eight O'Clock)
- 1987 — «Роззява на твоїй могилі» (A Goose on Your Grave)
- 1990 — «Тіні та фантазія» (Shadows and Moonshine)
- 1991 — «Нав'язливі різдвяні історії» (Haunting Christmas Tales)
- 1992 — «Моторошні різдвяні історії» (Chilling Christmas Tales)
- 1993 — «Пригоди Арабела й Мортімера» (The Adventures of Arabel and Mortimer)
- 1993 — «Моторошна компанія» (A Creepy Company)
- 1994 — «„Зимовий лунатик“ та інші історії» (The Winter Sleepwalker and Other Stories)
- 1995 — «Жменя золота» (A Handful of Gold)
- 1998 — «„Місячний пиріг“ та інші історії» (Moon Cake: And Other Stories)
- 2002 — «Примарні звірі» (Ghostly Beasts)